# نیلز پاپه
نیلز پاپه (سوئدی: Nils Poppe; ۳۱ مهٔ ۱۹۰۸ – ۲۸ ژوئن ۲۰۰۰) هنرپیشه، کمدین، مدیر تئاتر اهل سوئد بود.
از فیلم‌ها یا برنامه‌های تلویزیونی که وی در آن نقش داشته‌است می‌توان به مهر هفتم، چشم اهریمن اشاره کرد.